# 陳銘鳳
陳銘鳳（1995年12月10日—），於四川出生，是教育留學咨詢顧問，《2022年度香港小姐競選》五強之一。她在抖音上開設了一個名為「香港姑娘Cherry」的賬號，小紅書上也有專頁。